# يوليوس موريس
يوليوس موريس (بالإنجليزية: Julius Morris)‏ هو منافس ألعاب قوى بريطاني، ولد في 14 أبريل 1994 في بليموث في المملكة المتحدة.

## وصلات خارجية
- يوليوس موريس على موقع الاتحاد الدولي لألعاب القوى (الإنجليزية)
- يوليوس موريس على موقع اتحاد ألعاب الكومنولث (مؤرشف) (الإنجليزية)